# 岡野成路
岡野 成路（おかの なりみち、享保2年（1717年） - 寛政4年7月20日（1792年9月6日））は、江戸時代中期の旗本。岡野成方の長男。別名、平七、平兵衛。致仕の後は閑翁と号する。旗本岡野氏直系の子孫。妻は中山直宥の娘。子に成信、成韶、成式がいる。

## 経歴
はじめ岡野成方と伊丹勝友の娘として生まれる。
享保18年（1733年）に17歳で家督相続し、小普請となる。同12月12日、徳川吉宗に初の御目見得を果たす。
延享元年（1744年）7月3日、西ノ丸の小姓組に列する。
宝暦11年（1761年）8月3日、に本丸に移る。翌12年（1762年）12月15日、西ノ丸に戻る。
明和8年（1771年）5月3日、55歳で小姓組番を辞する。安永2年（1773年）11月29日に致仕する。
寛政4年（1792年）7月20日、没する。享年76。墓所は大林寺、戒名は光輪院殿泰雲閑翁大居士。